# Format VisualDEM
Le format VisualDEM est un format de cartographie permettant de décrire le relief d'un terrain. L'abréviation DEM signifie « Digital Elevation Model », soit Modèle Numérique de Terrain, en français.

## Logiciels utilisant VisualDEM
Les fichiers VisualDEM peuvent être ouverts avec les logiciels propriétaires :
- VistaPro ;
- GPSa3D ;
- (liste non exhaustive).